# Nikolaos Molvalis
Nikolaos Molvalis (in greco Νικόλαος Μόλβαλης?; Amarousio, 6 luglio 2000) è un tuffatore greco.

## Biografia
Ha esordito in ambito internazionale ai I Giochi europei svoltisi a Baku nel 2015.
Ha rappresentato la nazionale greca ai campionati europei di nuoto di Glasgow 2018 gareggiando nei concorsi dei tuffi dalla piattaforma 10 metri, dove è stato eliminato nel turno qualificatorio con il tredicesimo posto e 351.70 punti, a circa 14 punti dal tedesco Florian Fandler ultimo dei qualificati alla finale, e nel sincro 3 metri, dove in coppia con il connazionale Athanasios Tsirikos, si è classificato nono, nella gara vinta dai russi Evgenij Kuznecov e Il'ja Zacharov.
Agli campionati mondiali di nuoto di Gwangju 2019 ha gareggiato nella piattaforma 10 metri individuale e sincro, sempre in coppia con Athanasios Tsirikos: in entrambe le competizioni non è riucito a superare il turno preliminare.

## Palmarès
| Anno | Manifestazione   | Sede     | Evento           | Risultato | Prestazione | Note |
| ---- | ---------------- | -------- | ---------------- | --------- | ----------- | ---- |
| 2015 | Giochi europei   | Baku     | Trampolino 3m    | 21º P     | 422,00 p.   |      |
| 2015 | Giochi europei   | Baku     | Sincro 3m        | 10º       | 237,75 p.   |      |
| 2018 | Europei di nuoto | Glasgow  | Piattaforma 10m  | 13º SF    | 351,70 p.   |      |
| 2018 | Europei di nuoto | Glasgow  | Sincro 3m        | 9º        | 298,68 p.   |      |
| 2019 | Mondiali         | Gwangju  | Piattaforma 10m  | 23º P     | 346,70 p.   |      |
| 2019 | Mondiali         | Gwangju  | Sincro 10m       | 14º P     | 332,64 p.   |      |
| 2021 | Coppa del mondo  | Tokyo    | Piattaforma 10m  | 32º P     | 341,85 p.   |      |
| 2021 | Coppa del mondo  | Tokyo    | Sincro 10m       | 10º       | 350,28 p.   |      |
| 2021 | Europei di nuoto | Budapest | Piattaforma 10 m | 14º P     | 357,75 p.   |      |
| 2021 | Europei di nuoto | Budapest | Sincro 3m        | 8º        | 346,17 p.   |      |

### Giovanili
- Europei giovanili di nuoto

Bergen 2017: argento nel sincro 3 m